# Maria Fjodorovna Zibold
Maria Fjodorovna Zibold, född 1849 i Riga, Ryssland, död 1939 i Belgrad, var en serbisk läkare. Hon blev 1880 den första kvinnliga läkaren i Serbien. 